# سشو تویو
سشو تویو (ژاپنی: 雪舟 等楊؛ ۱۴۲۰ – ۲۶ اوت ۱۵۰۶) یک نقاش اهل ژاپن بود.

## نقاشی

منظره‌ای از آما نو هاشیدات ۱۵۰۲–۱۵۰۵ میلادی

با وجودی که کارهای بسیاری با نام یا امضاء یا مهر سشو تویو موجود است ولی تعداد کمی از آنها را می‌توان با اطمینان به وی انتساب داد. تعدادی از هنرمندان از اسم وی برای امضاء استفاده می‌کردند و بسیاری از هنرمندانی که از وی تأثیر گرفته‌اند، مانند هاسه‌گاوا توهاکو از نام وی استفاده می‌کنند تا به «مدرسه سشو» اشاره کنند.